# 289P/Blanpain
289P/Blanpain – kometa krótkookresowa, należąca do rodziny Jowisza oraz obiektów NEO. Długo uznawana za zagubioną, nosiła oznaczenie D/1819 W1 (Blanpain). W XXI wieku została ponownie odnaleziona, chociaż małe rozmiary i słaba aktywność wskazują, że kometa z 1819 roku uległa rozpadowi i obecnie obserwowany jest jej główny fragment.

## Odkrycie i ponowne odnalezienie
Kometa została odkryta 28 listopada 1819 roku przez Jean-Jacques’a Blanpaina osiem dni po przejściu przez swój punkt przysłoneczny. Obiekt został następnie zagubiony na prawie 200 lat.
5 października 2002 roku w programie Catalina Sky Survey odkryto obiekt 2003 WY25, uznany za planetoidę i zaliczony do grupy Apolla. 12 grudnia 2003 roku ciało to przeleciało w odległości 2,3 miliona km od Ziemi. Obiekt ten poruszał się po orbicie odpowiadającej zagubionej komecie, co wskazywało, że może być największym fragmentem pozostałym po rozpadzie komety obserwowanej w 1819 roku.
Obserwacje D. Jewitta z 2005 roku ujawniły, że posiada on słabą komę.

## Orbita komety i właściwości fizyczne
Orbita komety 289P/Blanpain ma kształt elipsy o mimośrodzie 0,68. Jej peryhelium znajduje się w odległości 0,96 j.a., aphelium zaś 5,13 j.a. od Słońca. Jej okres obiegu wokół Słońca wynosił 5,32 roku, nachylenie do ekliptyki miało wartość 5,9˚.
Jądro tej komety miało zapewne rozmiary kilku km, obecnie obserwowany fragment ma 160 m średnicy i jest najmniejszym znanym jądrem kometarnym.

## Rój meteorów
Kometa D/1819 W1 jest źródłem roju meteorów zwanego Fenicydami, przez który Ziemia przechodzi każdego roku na przełomie listopada i grudnia. Współcześnie istniejące jądro komety nadal zasila rój materią, choć zbyt słabo, aby jego aktywność tłumaczyła szacowaną masę roju.